# Bessines-sur-Gartempe
Bessines-sur-Gartempe är en kommun i departementet Haute-Vienne i regionen Nouvelle-Aquitaine i västra Frankrike. Kommunen ligger i kantonen Bessines-sur-Gartempe som tillhör arrondissementet Bellac. År 2022 hade Bessines-sur-Gartempe 2 739 invånare.

## Befolkningsutveckling
Antalet invånare i kommunen Bessines-sur-Gartempe
| Referens: INSEE |